# Wentworth and Dearne (circonscription britannique)

Comté métropolitain du South Yorkshire

La circonscription de Wentworth and Dearne  est une circonscription situé dans le South Yorkshire, représenté dans la Chambre des communes du Parlement britannique depuis 2010 par John Healey du Parti travailliste.